# 白砂青松
白砂青松（はくしゃせいしょう）とは、白い砂と青々とした松（主にクロマツ）により形成される、日本の美しい海岸の風景のたとえ。「はくさせいしょう」とも読むことがある。

## 住吉模様
白砂青松の景色を描いた典型像を「住吉模様」といい、現在の大阪市住吉区にある住吉大社の社前の景色（現在は市中だが、かつては海に面していた）を描いたとされる。住吉大社近くの大阪市住之江区安立（あんりゅう）には、天武天皇の子の長皇子が『万葉集』に風光明媚を歌った霰松原の跡地がある。

## 生態学の視点から
クロマツは本州から九州、その周辺島嶼の海岸に生育する。海岸の松林は本州北部では本来はクロマツではなくアカマツ林であったと考えられている。また奄美以南ではリュウキュウマツ（トカラ列島の悪石島以南に分布）に置き換わる。北海道の主に道東や道北ではアカエゾマツ、トドマツが海岸林を作る例もある。
白砂青松の「松」はクロマツのことを指すと考えるのが普通である。この種は実際に海岸沿いに出現し、森林を作るのであるが、現実の海岸生の松林を安易にこれに当てはめてはならない。
まず、現在の海岸のクロマツ林はその多くが江戸時代以降に大規模に植林されたものである。特に砂丘の多い地では防風、防砂のために植林されることが多かった。その一部は原植生もクロマツ林であろうと考えられるが、そのような場所がどれくらいあるかは、植林と製塩や製鉄などによる植生の攪乱（かくらん）が大きいため、判断が難しくなっている。しかし、原植生がクロマツ林でない場所が多かった可能性がある。
暖帯域における海岸の原植生はタブ林・スダジイ林であると考えられ、大抵の場所は遷移が進むとこの型になると考えられている。

## その他
1987年には、社団法人日本の松の緑を守る会が、日本の白砂青松100選を選定し啓蒙に努めている。